# ناحية الحرية
ناحية الحرية أو الصليجية (شعبيًا) هي ناحية عراقية في قضاء الكوفة في الجهة الشرقية من محافظة النجف حيث تعد مدينة الحرية من المدن الثلاثة التابعة لقضاء الكوفة وهي (الكوفة والعباسية والحرية)، مساحتها 109 كيلومترات مربعة، فيها 19 مقاطعة، ذات خصوبة زراعية، أما من حيث الموقع الجغرافي فإنها تقع في الطرف الشمالي الشرقي من مدينة النجف وتبعد 24.28 كم عن ضريح علي بن أبي طالب وتحدها من الغرب مدينة العباسية ومن الجنوب الغربي مدينة الكوفة.

## التسمية
عُرفت الناحية بعدة أسماء، كان أشهرها ولا يزال متداولًا حتى اليوم اسم «الصليجية»، نسبة إلى صليجي الجبوري، الذي كان أول من سكنها في الجهة الغربية. وفي عام 1931م، أُعيدت تسميتها «الزيدية» نسبة إلى نهر الزيدي، ثم أُطلق عليها بين عامي 1939 و1940م اسم «قرية الأمير عبد الإله»، نسبةً إلى الوصي عبد الإله. بعد انقلاب عام 1958م، تغيّر اسمها إلى «قرية الحرية». ورغم تعدد الأسماء التي أُطلقت على الناحية عبر الزمن، إلا أن «الصليجية» ظل الاسم الأكثر شيوعًا ورسوخًا في نفوس سكانها، حيث ارتبط بتاريخهم وذكرياتهم، وأصبح جزءًا من هويتهم التي اشتهروا بها.

## تاريخ
في العصر العثماني كانت ناحية الحرية والعباسية ضمن ناحية واحدة تعرف باسم «هور الدخن» تتبع قصبة الكوفة التي تتبع قضاء النجف ضمن سنجق كربلاء والتي بدورها أحد التقسيمات الإدارية لولاية بغداد العثمانية. واستحدثت ناحية هور الدخن عام 1900 وكانت سابقًا تتبع ناحية الهندية، وفي 1912 ألغت السلطات العثمانية ناحية هور الدخن.
جاء في السجلات العثمانية:
| ” | أراضي ناحية هور الدخن، والمعروفة باسم مقاطعة هور الدخن، تُروى بفروع متفرقة من نهر الفرات. وبواسطة هذه القنوات، يمكن زراعة جميع أنواع المحاصيل الصيفية والشتوية. يسكن الناحية عموم عشائر بني حسن، المواش، البوعذيب، الحواتم، آلبو عارضي، آلبو حداري، العباس، والمجاتيم. وتتكون الناحية من 2000 بيت (صريفة)، وتكثر فيها رعاية المواشي والأغنام. | “ |

كانت ناحية الحرية عبارة عن هور كبير يعرف هور أبو نجم والذي يشكل امتداد طبيعي لهور الدخن التابع للواء كربلاء، حيث بدء هذا الهور بالانحسار أواخر العصر العثمانية عن منطقة الصليجية التي سكنتها عشائر بني حسن وشيوخهم آل عباس وآل شمخي، ولم يجف هور الدخن كلياً إلا مطلع القرن الحالي.
أنشأت أول وحدة صحية في ناحية الحرية باسم (مستوصف الصليجية) عام 1965 م بتكلفة 4250 دينارًا.
استحدثت الناحية بفصلها عن ناحية العباسية عام 1969 وألحقت بها المقاطعات التالية:
(1) المويهي و(2) جوبان و(3) بساتين جوبان و(4) الجماردي و(5) العنب الشمالية و(6) العنب الجنوبية و(7) الشريمة الشمالية و(8) الشريمة الجنوبية و(9) جزرة التفاح و(10) واكصة والمحنة و(11) ام لويطية والبوسلامة و(12) ابو جوارير و(13) جزارال دهيم و(17) الجفيرة و(18) الفتك والدولة و(21) الخدية و(22) الاخبارية و(23) ام لويطية البو عارضي و(24) غيلة البو عارضي و(25) اراضي وهور الصليحية و(38) الرمل و(39) الورية و(41) الخاجية والمشراكة و(48) بساتين قصبة الصليجية و(49) المجاثيم و(50) الحمرة والرملة و(51) اراضي البزل والتيل و(52) السبعة وام رفش و(53) ام صخرة و(54) الرابط و(57) العشوائية و(58) المطلكة والخماسية و(60) الغرة وابو حلان و(61) اراضي اللسوة و(62) المشركة والابياش و(63) ام بوارى وازعيتانية.
وفي عام 1970 قرر الرئيس البكر فصل عدد من المقاطعات عنها والحاقها بناحية العباسية. كانت هذه المقاطعات:
1 المويهي و2 جوبان و3 بساتين جوبان و4 الجماردي و5 العنب الشمالية و6 العنب الجنوبية و7 الشريعة الشمالية و8 الشريعة الجنوبية و9 النفاخ و10 واكصة والمحنة و11 ام لويطية والبو سلامة و12 ابو جوارير و13 جزار ال دهيم و17 الجفيرة و18 الفتك والدولة و21 الخدية.

## مواقع أثرية
في ناحية الحرية مواقع أثرية يمتد تاريخها من العصر الساساني إلى العصور الإسلامية وهي:
| الموقع الأثري | المقاطعة                      |
| ------------- | ----------------------------- |
| تل الثرواني   | مقاطعة 53 أم صخرة             |
| تل أبو صخيرات | مقاطعة 25 هور الصليجية        |
| موقع الحمام   | مقاطعة 63 أم البواري          |
| تل ازغيتان    | مقاطعة 63 أم بواري وازغيتانية |
| موقع الصليجية | مقاطعة 48 القصبة              |

## مدراء الناحية
| الاسم                                  | المدة                                   |
| -------------------------------------- | --------------------------------------- |
| آغا جان علي محمد فيضي                  | 24 آذار 1969- أيلول 1970                |
| محمود شهاب الهيتي                      |                                         |
| ابراهيم مصطفى جمال الدين (بالوكالة)    |                                         |
| باسم جواد المحنه                       |                                         |
| شعيب حمد نصيف الدليمي                  |                                         |
| مهدي سرهيد علي الجنابي                 |                                         |
| حسین موسى حمد الفرجاوي                 |                                         |
| عامر عبد الكريم جابر الاسدي            |                                         |
| نعمت علي الاعرجي                       |                                         |
| ماجد حميد قوجان                        |                                         |
| سعد عبد الواحد حسين                    |                                         |
| نوفل حمادي السلطان                     |                                         |
| خالد عبد الله بهاء الدين               |                                         |
| العميد الركن رافع محمود رمضان الحمداني |                                         |
| علي كامل نفط العابدي                   | 2003 - تشرين الثاني 2012                |
| أحمد جليل الزريجاوي (بالوكالة)         | تشرين الثاني 2012 - 30 تشرين الأول 2014 |
| فائز محمد العارضي                      | 30 تشرين الأول 2014 - 3 آذار 2025       |
| حيدر ناصر العبيدي                      | 3 آذار 2025 - الآن                      |